# بريدجستون
شركة بريدجيستون، (بالإنجليزية: Bridgestone Corporation)‏ هي شركة يابانية متعددة الجنسيات لصناعة  قطع غيار السيارات والشاحنات تأسست في عام 1931 من قبل شوجيرو إيشيباشي  في مدينة كوروم، بمحافظة فوكوكا، اليابان. الترجمة الافتراضية لاسم بريدجستون يأتي من ترجمة إيشيباشي (بالإنجليزية: (ishibashi))‏، والتي يعني «جسر الحجري» باللغة اليابانية.
اعتبارًا من عام 2020، باتت الشركة تعتبر ثاني أكبر شركة مصنعة للإطارات في العالم، بعد ميشلان (فرنسا) ولكن قبل شركة (بالإنجليزية: Goodyear)‏ (الولايات المتحدة) وكونتينونتال (ألمانيا) وبيرلي (إيطاليا).
تمتلك مجموعة بريدجستون 181 منشأة إنتاج في 24 دولة اعتبارًا من يوليو 2018.

## تاريخ

### الأصول
يعود تاريخ بريدجستون أمريكا إلى الشركتين المنفصلتين اللتين اندمجتا لتكوين شركة بريدجستون للإطارات. الأولى هي شركة فايرستون للإطارات والمطاط، التي تأسست في أغسطس 1900 من قبل هارفي فايرستون وكان مقرها الرئيسي في آكرون، أوهايو. والثانية هي شركة بريدجستون للإطارات المحدودة، التي تأسست عام 1931 على يد شوجيرو إيشيباشي في اليابان. تم إنتاج أول إطار من إطارات بريدجستون في 9 أبريل 1930، من قبل قسم إطارات الجوارب اليابانية "Tabi" (صنع في الواقع jika-tabi). بعد عام واحد في الأول من مارس عام 1931، جعل المؤسس، شوجيرو إيشيباشي، قسم إطارات الجوارب «تابي» مستقلاً وأنشأ شركة بريدجستون للإطارات المحدودة في مدينة كورومي بمحافظة فوكوكا. تم تسمية «بريدجستون» على اسم المؤسس، شوجيرو إيشيباشي (بالإنجليزية: (Ishi = Stone ، Bashi = Bridge))‏.
الاعتماد السابق على التكنولوجيا الأوروبية وأمريكا الشمالية، وضعت شركة بريدجستون للإطارات عيونها على تصنيع الإطارات التي تعتمد بشكل كبير على التكنولوجيا اليابانية. واجهت الشركة الوليدة العديد من الصعوبات في مجالات التكنولوجيا والإنتاج والمبيعات في الأيام الأولى. في نهاية المطاف، تم تحقيق تحسينات في الجودة وعمليات التصنيع مما أدى إلى التوسع السريع للأعمال في الأسواق المحلية والخارجية.

### التحديات أثناء وبعد الحرب العالمية الثانية
كانت لوائح زمن الحرب سارية المفعول في جميع أنحاء اليابان خلال الحرب العالمية الثانية ، كما خضعت الإطارات للولاية القضائية لهذه اللوائح. نتج عن ذلك استخدام كل إنتاج الشركة تقريبًا لتلبية الطلب العسكري. شهد عام 1945 نهاية الصراع المسلح، لكن الشركة دمرتها الحرب. تم تدمير المقر الرئيسي في طوكيو خلال غارة جوية، وفقدت جميع الأصول الخارجية. نجت المصانع في كورومي ويوكوهاما من الأضرار أثناء الحرب، وتمكن من استئناف الإنتاج فور انتهائها. وبغض النظر عن المشاكل الناجمة عن الإضراب النقابي الذي استمر ستة وأربعين يومًا، تم تعزيز أسس الشركة بعد ذلك.
بعد الحرب، بدأت الشركة في صناعة الدراجات، مع تأسيس شركة بريدجستون سيكل في عام 1949. منذ عام 1952، تم إنتاج أول دراجات كهربائية كاملة بمحرك 26 سم مكعب. في عام 1958، تم تصنيع أول دراجات نارية من طراز بريدجستون بسعة 50 سم مكعب، ولكن دخل الشركة الرئيسي كان من توريد الإطارات لمنافسيها من شركات صناعة الدراجات النارية مثل هوندا وسوزوكي وياماها، وتقرر فيما بعد وقف تصنيع الدراجات النارية.

### الابتكار التكنولوجي
في عام 1951، كانت بريدجستون أول شركة في اليابان تبدأ بيع إطارات أسلاك الحرير، وبدأ مشروع مدته خمس سنوات لتحديث مرافق الإنتاج. شهد هذا العام أيضًا افتتاح مبنى آخر لبريدجستون في كيوباشي بطوكيو، والذي كان يحتوي على متحف بريدجستون. تجاوزت المبيعات عشرة مليارات ين في عام 1953، مما وضع بريدجستون على رأس صناعة الإطارات في اليابان، وأقيمت احتفالات للاحتفال بالذكرى السنوية الخامسة والعشرين لتأسيس الشركة في كورومي.
بدأ بيع إطارات النايلون في عام 1959، وتم المضي قدمًا في بناء مصنع طوكيو الجديد، الذي تم افتتاحه في عام 1960، من أجل مواكبة التوسع السريع في سوق السيارات.

### الإطارات الشعاعية والتوسع في الخارج
أصدرت الشركة أسهمًا وأدرجت في البورصة في عام 1961. وقد بدأ شوجيرو إيشيباشي رئيس مجلس الإدارة وكانيشيرو إيشيباشي رئيسًا لنظام إدارة جديد. كجزء من الانتقال إلى الإصلاح الإداري، تم اعتماد خطة دمينغ (بالإنجليزية: Deming)‏ تكريماً لـ دبليو إدواردز دمينغ، والتي تتضمن أنشطة مراقبة الجودة الشاملة، وحصلت الشركة على جائزة دمينغ المرموقة في عام 1968. أيضًا، تم بناء إضافات على مصنع طوكيو في عام 1962 لإيواء المركز الفني الجديد، وتم إنشاء نظام تدريجي للبحث والتطوير. على صعيد المنتج، شهد عام 1967 بيع أول إطار شعاعي للشركة، وهو RD10.
تم افتتاح أول مصنع خارجي لبريدجستون منذ نهاية الحرب في سنغافورة في عام 1965، وبدأ الإنتاج أيضًا في تايلاند في عام 1969. كانت الستينيات من القرن الماضي لبريدجستون حقبة من التوسع الخارجي الذي شمل أيضًا إنشاء بريدجستون أمريكا في الولايات المتحدة في 1967 للعمل كفرع مبيعات ممثل لبريدجستون بالولايات المتحدة الأمريكية.
في بداية فترة الركود الاقتصادي لليابان، الذي نتج عن الصدمة النفطية الأولى، كانت الشركة تركز بشكل أكبر على إنشاء تقنيتها الخاصة لتصنيع الإطارات الشعاعية، وفي هذا الوقت كانت المصانع المحلية الأخرى كذلك. شيدت ومجهزة. تم طرح سوبر فيلر شعاعي في السوق عام 1978، وفي عام 1979 قدمت الشركة إطار بوتينزا (بالإنجليزية: POTENZA)‏ الشعاعي عالي الأداء ، من كلمة إيطالية تعني القوة.
كانت الشركة تعمل بنشاط في أنشطة التوسع الخارجية في هذا الوقت. بالإضافة إلى بدء الإنتاج في إندونيسيا وإيران في عام 1976، استثمرت أيضًا في مصنع إطارات تايواني واشترت مصنع إطارات ومصنعًا لمنتجات متنوعة في أستراليا في عام 1980. توفي المؤسس، شوجيرو إيشيباشي، في 11 سبتمبر 1976.
في 1 مارس 1981، احتفلت الشركة بالذكرى الخمسين لتأسيسها. في الوقت نفسه، بدأت الشركة أنشطة لتقوية قاعدتها الرئيسية التي دعمت إستراتيجية التوسع في الخارج بهدف تصنيفها كواحدة من أكبر ثلاث شركات تصنيع منتجات المطاط في العالم. كما تم إنشاء مرافق إنتاج جديدة في تايلاند والهند وبولندا والصين والولايات المتحدة ودول أخرى. غيرت الشركة الاسم من شركة بريدجستون للإطارات المحدودة إلى شركة بريدجستون في عام 1984.

### شراء فايرستون
في عام 1988 ، اشترت بريدجستون شركة فايرستون للإطارات والمطاط في أكرون، أوهايو. من خلال تخصيص موارد مالية وبشرية كبيرة لإعادة بناء فايرستون بعد الشراء، حققت بريدجستون أرباحًا سنوية فائضة لعام 1992 مع BFE (بريدجستون فايرستون أوروبا) ومرة أخرى في عام 1993 مع BFS (بريدجستون فايرستون الولايات المتحدة الأمريكية). تم دمج شركة فايرستون للاطارات والمطاط وشركة شركة بريدجستون للإطارات المحدودة في الولايات المتحدة الأمريكية في عام 1990 وأصبحت «بريجستون فايرستون نورث امريكان هولدنجز ليمتد» (بالإنجليزية: Bridgestone Firestone North American Holdings Ltd)‏. يُطلق الآن على شركة بريدجستون  التابعة لشركة بريدجستون في أمريكا الشمالية اسم بريجستون الأمريكتين قسم الإطارات هو بريدجستون أميريكاز تاير سيرفيسيز (بالإنجليزية: Bridgestone Americas Tire Operations، LLC)‏. افتتحت بريدجستون أميريكاز مركزًا تقنيًا بقيمة 100 مليون دولار في أكرون في عام 2012.

### تغريم 425 مليون دولار بتهمة تحديد الأسعار
في فبراير 2014، وافقت بريدجستون على غرامة قدرها 425 مليون دولار فرضتها وزارة العدل الأمريكية على تثبيت الأسعار والتلاعب بالعطاءات في صناعة قطع غيار السيارات. قالت الشركة إنها تأسف للإجراءات التي أدت إلى صفقة الإقرار بالذنب وقالت إنها ستتخذ إجراءات تأديبية ضد بعض الموظفين.

## مواقع بريجستون العالمية
تمتلك بريدجستون مصانع رئيسية في العديد من البلدان حول العالم. اعتبارًا من 1 أبريل 2011، تمتلك بريدجستون 47 مصنعًا للإطارات، و29 مصنعًا متعلقًا بالإطارات، و19 مصنعًا للمواد الخام، و89 مصنعًا لمنتجات متنوعة، و4 مراكز فنية، و11 ساحة اختبار على مستوى العالم. تقع بعض المصانع الرئيسية في:
| أوروبا              | الأمريكتين          | آسيا / أوقيانوسيا        | الشرق الأوسط / أفريقيا |
| ------------------- | ------------------- | ------------------------ | ---------------------- |
| بلجيكا              | الأرجنتين           | أستراليا                 | جنوب إفريقيا           |
| فرنسا               | البرازيل            | الصين                    | الكاميرون (من 2020)    |
| المجر               | كندا                | الهند                    | كينيا (من عام 2023)    |
| إيطاليا             | كوستا ريكا          | إندونيسيا                |                        |
| بولندا              | المكسيك             | اليابان                  |                        |
| البرتغال            | الولايات المتحدة    | تايوان                   |                        |
| إسبانيا             | فنزويلا             | تايلاند                  |                        |
| تركيا               | كولومبيا            | فيتنام                   |                        |
| بيلاروسيا (من 2026) | بوليفيا (من 2027)   | ميانمار (من 2021)        |                        |
| استونيا (من 2024)   | بورتوريكو (من 2025) | كوريا الجنوبية (من 2022) |                        |

### أستراليا
بدأت بريدجستون أستراليا كمصانع المطاط SA في عام 1939. وفي عام 1980 استحوذت بريدجستون على المصانع الأسترالية التي كانت تديرها في ذلك الوقت شركة يونيرويال للاطارات. تمتلك بريجستون أستراليا  مصنعًا رئيسيًا لتصنيع الإطارات في أستراليا: يقع في سالزبوري، جنوب أستراليا (تم إيقاف تشغيل هذا المصنع في نهاية المطاف في أبريل 2011). بريدجستون لديها مكاتب حكومية في جميع ولايات أستراليا، ولديها عدد كبير من منافذ البيع بالتجزئة في جميع أنحاء البلاد.
في عام 2000، اشترت بريدجستون أستراليا المحدودة. مصنع  بانداج (بالإنجليزية: BANDAG)‏ للتجديد والعمليات في أستراليا. شركة بانداج للتصنيع الخاصة والمحدودة  لديها 35 تاجر امتياز عبر أستراليا ونيوزيلندا وفيجي وبابوا غينيا الجديدة ونوميا. تعتبر هذه الشركة هي شركة فرعية مملوكة بالكامل لشركة بريدجستون أستراليا المحدودة، وتعمل بموجب ترخيص لشركة بانداج إنكوربوريتد. في عام 2006 اشترت بريدجستون شركة  بانداج إنكوربوريتد، وهي الآن شركة تابعة لشركة بريدجستون.
منذ الشراء في عام 1981، تم تشغيل العمليات الأسترالية لشركة بريدجستون كشركة عامة مدرجة في البورصة الأسترالية. تحتفظ شركة بريدجستون بأغلبية الأسهم. اعتبارًا من منتصف عام 2007، تم حذف العملية الأسترالية من البورصة الأسترالية وأصبحت قسمًا مملوكًا فقط من شركة بريدجستون. (في انتظار موافقة مساهمي الأقلية وفقًا لقانون الشركات الأسترالي).
بعد إلغاء جميع الأسهم التي يملكها مساهمو الأقلية يوم الجمعة 11 مايو 2007، أصبحت بريدجستون أستراليا المحدودة شركة فرعية مملوكة بالكامل لشركة بريدجستون اليابانية. تمت الموافقة على التخفيض الانتقائي لرأس المال والخصخصة اللاحقة التي كلفت 49 مليون دولار واستكمالها. تم شطب بريدجستون أستراليا المحدودة من ASX في 30 مايو 2007.

### أوروبا
يقع المقر الرئيسي لشركة بريدجستون أوروبا في بروكسل، بلجيكا، وقد تم تأسيسها في عام 1990 تحت اسم بريدجستون/ فايرستون أوروبا أس إي. قبل ذلك، تم إنشاء مكتب تمثيلي في بلجيكا في عام 1972 وكانت شركات المبيعات الفرعية والمستوردون في كل دولة يبيعون المنتجات المستوردة من اليابان. هناك 7 مصانع إنتاج في المنطقة ومركز بحث وتطوير بمساحة 32 هكتارًا بالقرب من روما، إيطاليا. توزع الشركة أكثر من 25 مليون إطار سنويًا من خلال 17 شركة مبيعات وطنية تابعة و2 موزعين. يوظفون أكثر من 12000 شخص بشكل مباشر مع السيد تسودا كرئيس تنفيذي.
يوجد حاليًا مقار وطنية في المواقع التالية: فيينا، النمسا؛ براغ، جمهورية التشيك؛ هينيروب، الدنمارك؛ فانتا، فنلندا؛ فرينيس، فرنسا؛ باد هومبورغ، ألمانيا؛ أثينا، اليونان؛ بودابست، المجر؛ دبلن، إيرلندا؛ ميلانو، إيطاليا؛ مورديك، هولندا؛ اوسل، النرويج؛ وارسو بولندا؛ ألكوشيتي، البرتغال؛ مدريد اسبانيا؛ سوندسفال، السويد؛ ، سويسرا؛ إسطنبول، تركيا ووارويك، المملكة المتحدة؛ أوليانوفسك، روسيا.
تدير بريدجستون أوروبا مخططًا على مستوى القارة يسمى تراك بوينت (بالإنجليزية: Truckpoint)‏ حيث يمكن للأساطيل نقل مركباتهم إلى أي مرآب معتمد من بريدجستون في جميع أنحاء أوروبا والحصول على عمل متخصص من بريدجستون يتم تنفيذه على إطاراتها.
لا توجد مصانع بريدجستون في المملكة المتحدة ولكن هناك خليجًا تقنيًا يتم فيه فحص الإطارات التي يتم إرجاعها من قبل العملاء غير الراضين في كوفنتري.

### أمريكا الشمالية
كجزء من خطط التعزيز، اشترت الشركة مصنعًا في ولاية تينيسي من شركة فايرستون للإطارات والمطاط، وهي أول مصنع لها في أمريكا الشمالية، وبدأت في إنتاج الإطارات الشعاعية للشاحنات والحافلات في عام 1983. تمتلك بريدجستون أيضًا مصنعًا للأسلاك الفولاذية في كلاركسفيل بولاية تينيسي، سميت بريدجستون ميتالفا (بالإنجليزية: Metalpha)‏. يتم تصنيف ميتالفا حاليًا كأفضل مزود في سوق أسلاك الفولاذ العالمية.
في مايو 1988، نجح عرض استحواذ على الشركة المصنعة للإطارات رقم 2 في أمريكا، أكرون، فايرستون ومقرها أوهايو، وتم وضع فايرستون تحت مظلة بريدجستون كشركة فرعية. جلب هذا الشراء عددًا كبيرًا من مواقع إنتاج فايرستون العالمية إلى مؤسسة بريدجستون. وشملت هذه المواقع أمريكا الشمالية وأمريكا الوسطى والجنوبية وأوروبا ونيوزيلندا ومواقع أخرى. بدأت بريدجستون أيضًا الإنتاج في تركيا. في عام 1992، أنشأت الشركة مكاتب إقليمية للشركات في أوروبا والأمريكتين.
شركة بريجستون الأمريكتين (BSA) ومقرها ناشفيل هي شركة تابعة لشركة بريدجستون في الولايات المتحدة. تقوم BSA والشركات التابعة لها بتطوير وتصنيع وتسويق إطارات بريدجستون وفايرستون وإطارات العلامات التجارية المنتسبة للمستهلكين ومصنعي المعدات الأصلية للسيارات والمركبات التجارية، وتلك العاملة في الصناعات الزراعية والغابات والتعدين. تنتج الشركات أيضًا النوابض الهوائية ومواد التسقيف والمطاط الصناعي والألياف الصناعية والمنسوجات وتدير أكبر سلسلة في العالم لإطارات السيارات ومراكز الخدمة.
في نوفمبر 2010، تم اختيار شركة  أنظمة السيارات إي أس إي (بالإنجليزية: ASA Automotive Systems Inc.)‏ من قبل قسم مبيعات الإطارات الاستهلاكية في عمليات إطارات بريجستون الأمريكتين، LLC (BATO) كمزود برمجيات لوكلاء المستهلكين في أمريكا الشمالية لتزويد نقطة «الكل في واحد» الرائدة في الصناعة.
في عام 2014، كشفت شركة افتتاح إطارات بريجستون الأمريكتين (BATO) عن قسم الخدمات والإطارات جي سي آر الذي أعيد تسميته حديثًا. مع واحدة من أكبر شبكة من المتاجر التجارية في جميع أنحاء البلاد، يمتد انتشار جي سي آر على الصعيد الوطني. حيث أن اسم الشركة (جي سي آر) مشتق من الأسماء الأخيرة لمؤسسي الشركة الأصليين بالي جريفيث وهارولد كروفورد وبيري روز.
في عام 2015، وقعت شركة بريجستون الأمريكتين المحدودة صفقة تمنح تجارها خيار تثبيت آلات معايرة الهواء الرقمية من شركة إكسال تاير جوج (بالإنجليزية: Excel Tire Gauge Inc.)‏ أي مقياس الإطارات إكسال في متاجرهم. تعمل آلات معايرة الهواء الرقمية على تبسيط عملية نفخ الإطارات عن طريق نفخ الإطارات أو تفريغها تلقائيًا.
في عام 2017، قامت بريجستون الأمريكتين بدمج العديد من وحدات أعمالها في مبنى واحد في وسط مدينة ناشفيل، برج بريدجستون. يعمل ما يقرب من 2000 موظف في ناطحة السحاب الجديدة، الواقعة بين قاعة مشاهير موسيقى الريف ومركز شيرمرهورن السمفوني.
في أبريل 2020، نظرًا للطلب من قبل مقدمي الخدمات الأساسيين خلال جائحة كوفيد-19، أعلنت بريجستون الأمريكتين عن خطط لإعادة تشغيل مصانع الإطارات التجارية في أمريكا الشمالية بالإضافة إلى مرافق تصنيع منتجات فايرستون الصناعية في أمريكا الشمالية ومنتجات بناء فايرستون.

## الرعاية الرياضية

### سباقات الفورمولا
بدأت بريدجستون في الاستثمار في رياضة السيارات في الثمانينيات من خلال تطوير إطارات السباق لسلسلة المغذيات مثل الفورمولا 2، الفورمولا 3، فورمولا فورد، فورمولا أوبل لوتس وكارتينج.

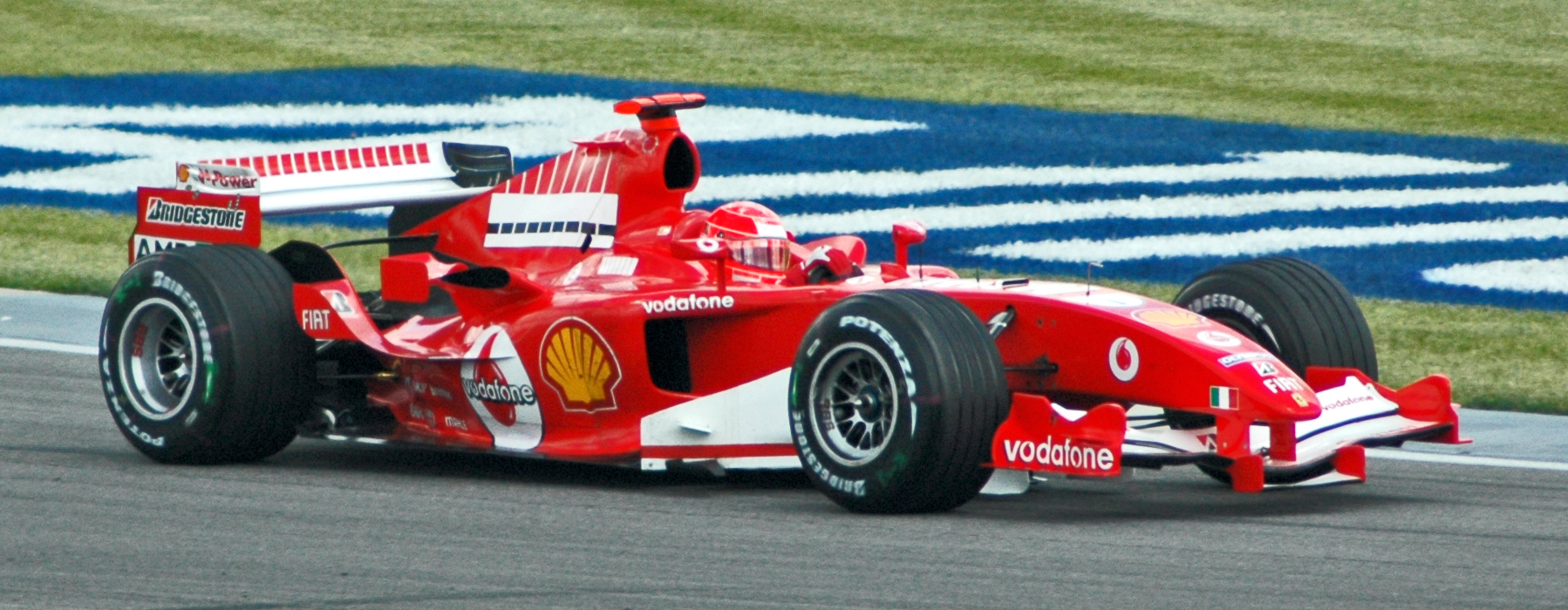
مايكل شوماخر في الممارسة في 2005 الولايات المتحدة سباق الجائزة الكبرى. لاحظ علامة بريدجستون التجارية على اللوحة الطرفية للجناح الخلفي، وشعار بريدجستون 'B' على الجناح الأمامي، أسفل الأنف مباشرة وعلى الجناح الجانبي قبل العجلة الخلفية.

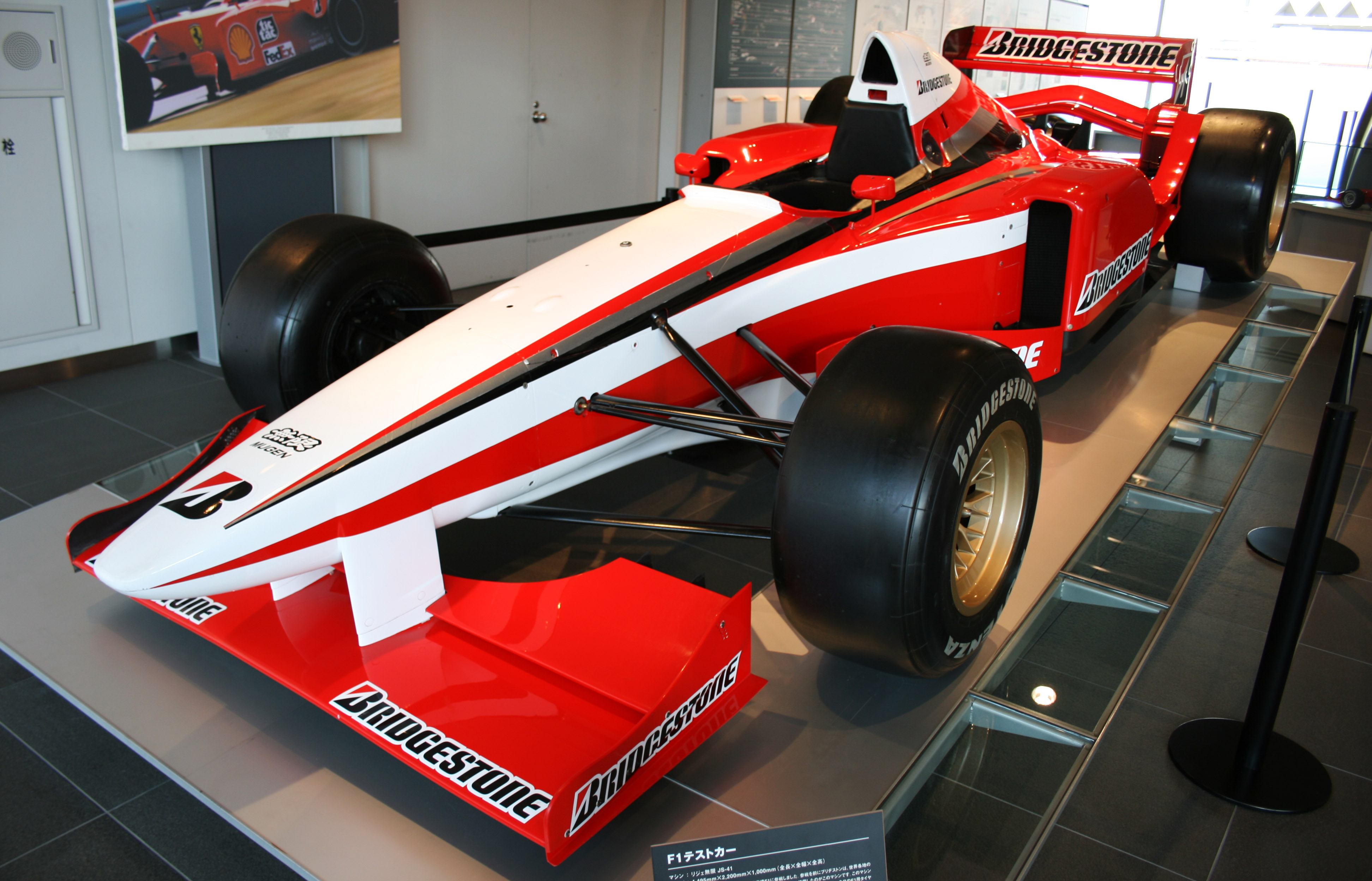
استخدمت بريجستون ليجي JS41 كسرير اختبار خلال عام 1996.

من أجل زيادة الوعي بالعلامة التجارية التابعة لشركة فايرستون، أعادت بريدجستون فايرستون أن إي أتش المحدودة إدخال العلامة التجارية فايرستون في سباق كارت إندي كار (بالإنجليزية: CART IndyCar)‏ للعجلات المفتوحة في عام 1995 لتحدي جوديير (بالإنجليزية: Goodyear)‏. وأثبتت إطارات فايرستون أنها أفضل وتم استبادل جوديير لعام 2000. ومنذ ذلك الحين، كانت فايرستون المزود الوحيد للإطارات التي أعيدت تسميتها واختفت شامب كار (بالإنجليزية: Champ Car)‏ وسلسلة إندي كار وسلسلة وحدات التغذية «أضواء فايرستون إندي» حتى عام 2013.
قررت الشركة اليابانية توريد إطارات فورمولا 1 في عام 1995، بدعم من الرئيس التنفيذي يويتشيرو كايزاكي، بهدف تحسين قيمة اسم بريدجستون في السوق الأوروبية التي كانت أدنى بكثير من منافسيها، ميشلان. على الرغم من أنه كان من المقرر دخول البطولة في موسم 1998 في البداية، فقد تم تقديم هذا إلى عام 1997 لأن القسم الهندسي بقيادة هيروهيد هاماشيما قد تقدم سريعًا في التطور. وهكذا، قام هيروشي ياسوكاوا، المدير العام لقسم رياضة السيارات، بالاستفادة المثلى من الخبرة والشبكات في أوروبا منذ عصر بريجستون الأوروبي للفورمولا 2 (1981-1984) وقام ببناء الخدمات اللوجستية للفورمولا 1 في وقت واحد.
تم الحصول على اللقب الأول على الفور في العام الثاني، 1998 من قبل ميكا هيكينن وماكلارين مرسيدس. وحصل مستخدمو بريدجستون على خمسة ألقاب لبطولة السائقين وخمسة ألقاب لبطولة الصانعين (1998، 2001، 2004) للفترة التي تنافست مع جوديير (1997-1998) وميشلان (2001-2006). بشكل خاص، كان التعاون مع سكوديريا فيراري ومايكل شوماخر يعمل بشكل جيد في هذه الفترة.
من عام 2008 إلى عام 2010 ، كان من المقرر أن تكون بريدجستون المورد الوحيد للإطارات لبطولة العالم للفورمولا واحد. ومع ذلك، نظرًا لأن ميشلان اختارت إنهاء برنامج إطارات الفورمولا 1 في نهاية موسم 2006، استخدمت جميع الفرق إطارات بريدجستون من موسم 2007 إلى موسم 2010 للفورمولا 1.
في 2 نوفمبر 2009، أعلنت بريدجستون أنها لن تجدد عقدها لتزويد فرق الفورمولا 1 بالإطارات بعد عام 2010. وقالت الشركة إنها «تعالج تأثير التطور المستمر لبيئة الأعمال». أعلنت بيرلي في يونيو 2010 أنها ستعمل كمورد وحيد للإطارات في موسم 2011.

### السيارات الرياضية وسباق السيارات السياحية
في الثمانينيات والتسعينيات من القرن الماضي، قدمت بريدجستون إطارات لنماذج لو مانز(بالإنجليزية: Le Mans)‏ الرياضية الأولية لفرق نيسمو وتوم، بدعم من مصنعي السيارات اليابانيين نيسان وتويوتا على التوالي. في أوائل التسعينيات، توسعت بريدجستون لتشمل مرسيدس- إي أم جي، التي دخلت دي تي أم ولاحقًا لومان وبطولة فيات جي تي تركت العلامة التجارية سباقات السيارات الرياضية الدولية في عام 2000، لكنها لا تزال واحدة من الموردين الرئيسيين في بطولة سوبر جي تي اليابانية.

### ركوب الدراجات النارية
في عام 2002، دخلت بريدجستون في فئة الدراجات النارية الكبرى لسباقات الدراجات النارية من غراند بري (بالإنجليزية: Grand Prix)‏. من 2009 إلى 2015، كانت المورد الحصري للإطارات للبطولة ووصلت إلى 100 انتصار في موتو جي بي في عام 2012. كان فالنتينو روسي بطل العالم لتسع مرات «مستشار إطارات بريدجستون»  بعد أن فاز بلقبين للدراجات النارية موتو جي بي على إطارات  في بريدجستون 2008 و2009.
في مايو 2014، أعلنت بريدجستون أنها ستترك موتو جي بي في نهاية موسم 2015.

### رياضات أخرى
بريدجستون هو الإطار الرسمي لرابطة كرة القدم الوطنية ودوري الهوكي الوطني والألعاب الأولمبية. بالإضافة إلى ذلك، فهي الراعي الرئيسي لحدث أن أتش أل الرئيسي، لعبة وينتر كلاسيك في الهواء الطلق. في عام 2010، استحوذت بريدجستون على حقوق التسمية لمكان منزل ناشفيل بريداتورز في أن أتش أل واصفة إياه بريدجستون أرينا. هم أيضًا الراعي الرئيسي لبطولة كوبا ليبرتادوريس، أكبر مسابقة لكرة القدم في أمريكا الجنوبية.

## منتجات متنوعة
بدأ أسلاف بريدجستون في تصنيع منتجات متنوعة  في الثلاثينيات من القرن الماضي ، بعد وقت قصير من بدء تصنيع الإطارات. اليوم ، تشمل عمليات بريجستون المتنوعة مكونات السيارات ، المنتجات الصناعية ، منتجات رغوة البولي يوريثان ، مواد البناء ، قطع الغيار والمواد الخاصة بالمعدات الإلكترونية والدراجات والسلع الرياضية. تولد الأعمال المتنوعة حوالي ربع إجمالي المبيعات في مجموعة بريدجستون.
تعتبر قطع غيار السيارات مجال عمل كبير بشكل خاص لبريدجستون في عمليات متنوعة. حيث أنها تزود شركات تصنيع السيارات بمكونات عازلة للاهتزاز، مثل حوامل المحرك، كما أنها تزودهم أيضًا النوابض الهوائية للشاحنات والسيارات وعربات القطارات. تقوم بريجستون بتسويق عجلات الألمنيوم وإكسسوارات السيارات الأخرى أيضًا.

### منتجات صناعية
تمتد منتجات بريدجستون الصناعية إلى نطاق واسع، بما في ذلك رغوة البولي يوريثان لمقاعد السيارات والديكورات الداخلية، والفراش والأثاث وللعزل وختم الأجهزة والمباني؛ خراطيم المياه؛ خراطيم بحرية لتحميل وتفريغ ناقلات النفط؛ منتجات الخراطيم الدقيقة المتخصصة ، مثل خراطيم الشفرات السلكية لمعدات البناء والأدوات الآلية؛ والمسارات المطاطية للجرارات الزاحفة. بالإضافة إلى ذلك، فإنهم يصنعون إطارات مجددة للطائرات. يقع المقر الرئيسي للشركة لقسم إطارات بريدجستون للطائرات في ميامي بالولايات المتحدة.
وبالمثل فإن خط إنتاج بريجستون في مواد البناء والهندسة المدنية واسع النطاق. توفر بريدجستون محامل مطاطية متعددة للتركيب في الأساسات لحماية المباني من الزلازل، والسدود المطاطية القابلة للنفخ لإدارة الممرات المائية (لم تعد تُصنع - 2008)، والمصدات البحرية لحماية الأرصفة، والمواد المضافة للأرصفة، وألواح العزل المائي، والسقف المطاطي ومواد التسقيف، واللوحة خزانات لتخزين المياه وتجهيزات الحمامات والأرضيات السكنية وأنظمة الهواء والماء.
يشمل خط منتجات بريدجستون للمعدات الإلكترونية بكرات دقيقة للآلات المكتبية والأفلام الوظيفية للخلايا الشمسية وشاشات البلازما. في السلع الرياضية، تقوم بريدجستون بتسويق كرات الجولف والنوادي وكرات التنس والمضارب. يعتبر خط دراجات بريجستون الأكثر شمولاً في اليابان.

### مجموعة بريدجستون للخدمات التجارية (بنداج)
في 5 ديسمبر 2006، أعلنت شركة بريدجيستون الأميركيتين وشركة بنداج عن اتفاقية اندماج تستحوذ بموجبها بريدجستون على شركة بنداج، وهي شركة رائدة في مجال إعادة تركيب إطارات الشاحنات تأسست عام 1957 ولديها أكثر من 900 تاجر مرخص في جميع أنحاء العالم في الوقت. في إعلانه عن الاندماج، أوضح رئيس بريدجستون في طوكيو:
تدفع أسعار الوقود المرتفعة العملاء إلى خفض التكاليف [باستخدام إعادة التسعير]. يستغرق تطوير هذا الحجم من الأعمال وقتًا وتكاليف. تمكنا من الحصول على كل ذلك مرة واحدة.
وقدرت قيمة الصفقة بحوالي 1.05 مليار دولار أمريكي.  في 31 مايو 2007 ، تم إتمام الاتفاقية واستحوذت بريدجيستون الأميركيتين على الأسهم القائمة في سهم بنداج مقابل 50.75 دولارًا أمريكيًا للسهم الواحد. تم تغيير اسم الوحدة إلى بريدجستون بانداج ألأل سي وتم تعيين شاول سليمان في منصب رئيس مجلس الإدارة والرئيس التنفيذي والرئيس. في السابق، شغل سليمان منصب نائب الرئيس والمستشار العام لـ بي أس إي أتش. في السنوات الأربع التي أعقبت الاستحواذ، ظل المقر الرئيسي لشركة بنداج في موسكاتاين، على الرغم من توحيد بعض العمليات والوظائف و / أو نقلها إلى مرافق أخرى. في نوفمبر 2010، تم نقل مقر الشركة إلى ناشفيل. في مايو 2011، تم تغيير اسم الوحدة إلى مجموعة بريدجستون للخدمات التجارية، وإزالة اسم «بنداج».

### دراجات
نشأت شركة بريجستون سايكل المحدودة  في عام 1949. وهي تقدم الدراجات تحت علامتها التجارية الخاصة وتحت علامة أنكور التجارية.
في وقت من الأوقات، قامت بريجستون بتسويق الدراجات تحت اسم كابوكي.
طوّر مدير التسويق في الولايات المتحدة لقسم الدراجات،  ، سمعة لمقاومة الاتجاهات الشائعة في صناعة الدراجات وبدلاً من ذلك اتبع فلسفته الشخصية في بناء دراجات يمكن الاعتماد عليها ومريحة. طبق بيترسون هذا النهج على أعمال ريفنديل للدراجات بعد أن توقفت بريدجستون عن تسويق الدراجات في الولايات المتحدة.
كانت الشركة مبتكرًا في مشهد الدراجات الجبلية الناشئة، حيث صممت دراجات جبلية بإقامات أقصر في السلسلة وزوايا إطار أكثر انحدارًا مما كانت عليه في ذلك الوقت. هذا جعلها أكثر ذكاء ومتسلق أفضل.
حتى عام 1986، تم ترقيم طرازات بريدجستون بمضاعفات 100، حيث تشير الأرقام الأعلى إلى ارتفاع نهاية الدراجة. على سبيل المثال، قد تكون دراجة الطريق على مستوى الدخول في عام 1986 هي بريدجستون 100، في حين أن بريدجستون 700 كانت دراجة سباق على مستوى المنافسة. وابتداءً من عام 1987 كان هناك تغيير، حيث تتكون تسميات النماذج من حرفين متبوعين برقم. أشارت الأحرف إلى نوع الدراجة، وأشار الرقم إلى الموضع في تشكيلة المنتجات. تم عكس الترقيم أيضًا، حيث تشير الأرقام الأصغر إلى موضع أعلى في خط الإنتاج. على سبيل المثال، كان من الممكن أن يكون RB-1 هو الجزء العلوي من خط دراجة الطريق ، متبوعًا بـ RB-2 ، RB-3 ، إلخ.

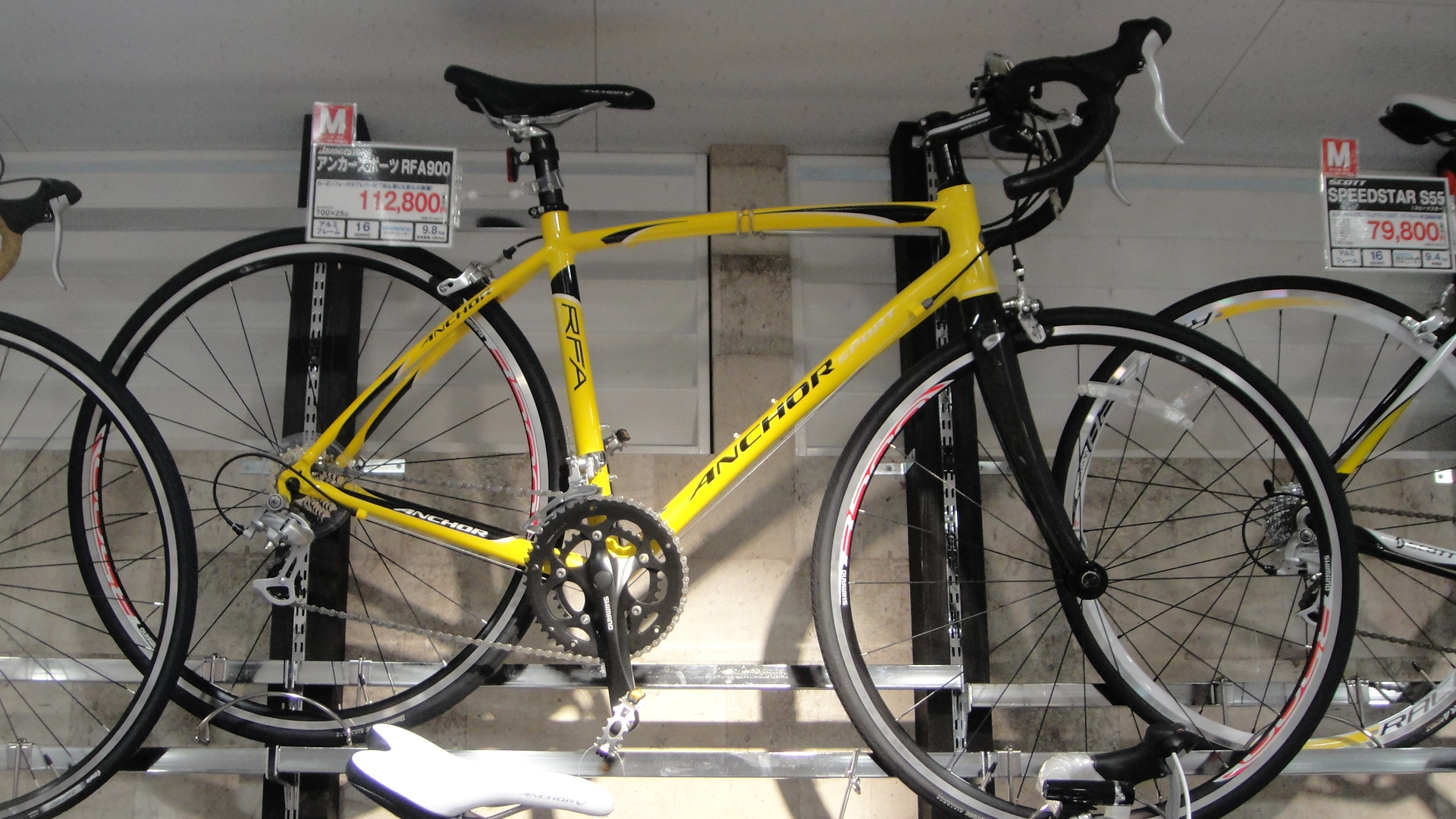
دراجة ماركة أنكور في متجر ياباني

تقوم بريجستون حاليًا ببناء إطارات في اليابان لسباقات مضمار كيرين وفقًا لمعايير نيهون جيتنشا شينكوكي (بالإنجليزية: Nihon Jitensha Shinkokai)‏ المعتمدة. وهي تنتج حاليًا إطارات غير أن جي أس للسوق اليابانية أيضًا.
في اليابان، تُعرف باسم الشركة المصنعة لدراجات سباقات الطرق الوعرة والجبلية (تحت الاسم التجاري أنكور).
تعاونت بريدجستون أيضًا مع الدكتور أليكس مولتون لإنتاج دراجة بريدجستون مولتون، وتسويق دراجتها القابلة للطي،بريدجستون بيكنيكا.
أصدرت بريجستون أيضًا مجموعة من دراجات بي أم أكس في 1981-1982 تُعرف باسم MKI & MKII.

### دراجات نارية
كانت دراجات بريدجستون عبارة عن قسم من الشركة التي أنتجت الدراجات البخارية والدراجات البخارية من عام 1952 إلى عام 1970. في البداية أنتجت الدراجات التي تعمل بالطاقة، وانتقل القسم إلى إنتاج الدراجات البخارية ثم الدراجات النارية. كانت الدراجات النارية متطورة تقنيًا وتعمل بمحركات ثنائية الأشواط. أدت المواصفات الفنية العالية إلى ارتفاع تكلفة الآلات مقارنة بطرازات الشركات المصنعة الأخرى. تم إيقاف الإنتاج في عام 1970 لحماية توريد الإطارات للمصنعين الآخرين.

### بريدجستون صور الطائرات
تعد شركة بريدجستون صور الطائرات (الولايات المتحدة الأمريكية) شركة مصنعة لإطارات الطائرات بالإضافة إلى خدمات الصيانة المجددة. أعلنت شركة مقتنيات بريجستون أمريكا في مايو 2006 أنها ستنقل عمليات الطيران الخاصة بها في ميامي، فلوريدا إلى منشأتها الجديدة التي تبلغ مساحتها 160.000 قدم مربع (15000 متر مربع) الواقعة في مايودان، نورث كارولينا، ومن المتوقع أن يتم الانتهاء من هذه الخطوة بحلول منتصف عام 2007 وسيخلق ما يقرب من 95 وظيفة جديدة. ونقلت الصحيفة عن جو رينا الرئيس التنفيذي ورئيس شركة بريدجستون لإطارات الطائرات (الولايات المتحدة الأمريكية) قوله؛
«تسمح لنا هذه الخطوة بمواصلة الاستعداد لسوق متغير، سواء في الطلب أو في مزيج المنتجات، وصول طائرات حديثة جديدة، مثل بوينج 787 دريملاينر وإيرباص A380، مزودة بإطارات طائرات جديدة بتقنية بريدجستون، وستقوم هذه المنشأة الجديدة تكمل تلك التكنولوجيا».
تعد هذه الشركة (الولايات المتحدة الأمريكية) موردًا رئيسيًا لإطارات الطائرات وتم تجديدها لصناعة الطائرات لأكثر من 70 عامًا ولديها مرافق طيران شقيقة في طوكيو وهونغ كونغ وبلجيكا.

### منتجات الجولف
بريدجستون جولف هو قسم من بريدجستون،  وهو الاسم التجاري الذي يتم بموجبه تسويق منتجات بريدجستون للجولف. حيث أنها تنتج منتجات مرتبطة بالجولف منذ عام 1935. ينتج قسم الجولف في بريدجستون حاليًا كلاً من العصي والكرات والملحقات. جنبًا إلى جنب مع التطورات التقنية في تكنولوجيا الإطارات، حدثت اختراقات في تقنية كرة الجولف أدت إلى أن تصبح بريدجستون المنتج الأول لكرات الجولف في اليابان.
تصميم وإنتاج نوادي الجولف في عام 1972.
تمتلك بريدجستون تغطية عالمية لمنتجاتها في لعبة الجولف مع أقسام رئيسية في الولايات المتحدة الأمريكية (بريدجستون جولف الولايات المتحدة الأمريكية)،  أستراليا (بريدجستون جولف أستراليا) وكوريا (شركة سوكيو).

## مراسل بريدجستون الإلكتروني
مراسل بريدجستون الإلكتروني هي مسابقة أوروبية للصحفيين الرياضيين الشباب الطموحين، وهي مفتوحة لجميع الطلاب الذين تتراوح أعمارهم بين 18 و30 عامًا، والذين هم في تعليم بدوام كامل.
الآن في عامها الخامس، يواصل مراسل بريدجستون الإلكتروني  تزويد الكتاب الصاعدين بخبرة مباشرة، وإجراء مقابلات مع سائقي GP2 وإصدار تقارير السباق من سباق نهاية الأسبوع في سباق GP2 الأوروبي.
تم إطلاق مسابقة 2008 رسميًا في 1 فبراير 2008 مع الموعد النهائي للإدخالات الساعة 12.00 بتوقيت جرينتش في 31 مارس 2008. اعتبارًا من عام 2009، لم تعقد بريدجستون نسخًا أخرى من مسابقة (بالإنجليزية: eReporter)‏. ومع ذلك قد يعود بشكل مختلف في المستقبل.
كانت بريدجستون هي المورد الوحيد للإطارات لسلسلة GP2، وهي بطولة سباقات ذات عجلات مفتوحة تُعتبر على نطاق واسع سلسلة التغذية في الفورمولا 1.

## روابط خارجية
- (بالإنجليزية) Bridgestone Corporation English homepage
- (بالإنجليزية) Bridgestone Motorsport English homepage
- (بالإنجليزية) Bridgestone e-reporter homepage[وصلة مكسورة]
- Bridgestone Bicycles Official site
- "Company history books (Shashi)". Shashi Interest Group. أبريل 2016. مؤرشف من الأصل في 2018-10-01. — Wiki collection of bibliographic works on Bridgestone.